# Revue tunisienne de géographie
La Revue tunisienne de géographie (arabe : المجلة الجغرافية التونسية), plus communément appelée Rev Tunis Geogr (abréviation internationale) ou RTG, est une revue scientifique publiée tous les semestres en arabe, français et anglais par la faculté des sciences humaines et sociales de Tunis.
Fondée en 1978 par des géographes tunisiens, elle a produit 43 numéros de 1978 à 2016.
Ses directeurs sont successivement Ahmed Kassab (1978-1994), Hafedh Sethom (1994-1997), Mohamed Jedidi (1997-2000), Amor Belhedi (2000-2006, 2010-2015), Habib Dlala (2006-2010) et Adnane Hayder (depuis 2015). Ses rédacteurs en chef ont été successivement Hassouna Mzabi, Amor Belhedi, Ameur Oueslati, Mongi Bourgou, Adnane Hayder, Mohamed Raouf Karray et Ameur Oueslati.
La Revue tunisienne de géographie est indexée dans l'Index Medicus. Son identifiant (NLM ID) est le 101086310.